# Biserica de lemn din Godinești
Biserica de lemn din Godinești, comuna Zam, județul Hunedoara a fost ridicată în 1847. Are hramul „Sfântul Mare Mucenic Gheorghe” și figurează pe noua listă a monumentelor istorice, cod HD-II-m-A-03320.

## Istoric și trăsături
Satul Godinești adăpostește o biserică din lemn, cu hramul „Sfântul Mare Mucenic Gheorghe”, ridicată in anul 1847; lăcașul figurează pe lista monumentelor istorice românești (HD-II-m-A-03320). Este un edificiu de plan dreptunghiular, cu absida nedecroșată, poligonală cu trei laturi, prevăzută cu un turn-clopotniță zvelt, învelit, din 1997, în tablă; la acoperișul propriu-zis s-a ales varianta țiglei. În dreptul unicei intrări apusene se găsește un pridvor deschis de scânduri. În cadrul amplei renovări din anul 1957, suprafața interioară a bârnelor a fost căptușită cu scânduri, iar cea exterioară tencuită, ascunzându-se astfel privirilor eventualele elemente picturale și sculpturale păstrate; alte reparații s-au executat în 1988. O înaintașă a bisericii actuale, folosind același material de construcție, apare menționată în tabelele conscripțiilor din anii 1733, 1750, 1761-1762, 1805. 